# Cerić
Cerić – wieś w Chorwacji, w żupanii vukowarsko-srijemskiej, w gminie Nuštar. W 2011 roku liczyła 1458 mieszkańców.